# دلیبلاتسکا پشچارا
دلیبلاتسکا پشچارا (به زبان صربی: Делиблатска пешчара/Deliblatska peščara) یک ماسه زار به گستردگی ۳۰۰ کیلومتر مربع است که در استان خودمختار وویوودینای صربستان قرار دارد. این بیابان در جنوب بانات میان رود دانوب و دامنه‌های جنوب غربی کوه‌های کارپات قرار دارد. پوشش گیاهی این منطقه چمنزارهای استپ و جنگل‌های استپ است.
این ماسه زار بزرگترین ماسه زار اروپا است و ریشهٔ آن به دریای پانونی بازمی‌گردد. در این منطقه گونه‌های در معرض خطر اروپا و جهان زندگی می‌کند.
برخی حیوانات این منطقه عبارتند از: گرگ، گوزن، شوکا، گراز همچنین برخی پرندگان در معرض خطر مانند بالابان، عقاب شاهی، عقاب خال‌دار کوچک و سنجاب زمینی در منطقه دیده شده است.